# Radiazione adattativa
In biologia, il termine radiazione adattativa o radiazione evolutiva  descrive un fenomeno di rapida (in termini geologici) diversificazione di nuove specie a partire da un progenitore comune, ognuna delle quali è adattata ad occupare una specifica nicchia ecologica. Si tratta di un processo evolutivo regolato dalla selezione naturale e da meccanismi di mutazione genetica.
L'esempio più noto di radiazione adattativa tra gli animali è quello che ha avuto per protagonisti i mammiferi placentati in seguito all'estinzione di massa dei dinosauri alla fine del Cretaceo, circa 65 milioni di anni fa. A quell'epoca i mammiferi placentati erano sostanzialmente dei piccoli roditori insettivori. Nel corso del successivo Paleocene (65-56 milioni di anni fa), essi si sono evoluti diversificandosi in forme disparate, dai pipistrelli alle balene ai primati, ed occupando tutte le nicchie ecologiche lasciate libere dalla precedente estinzione.
Un altro esempio fu quello descritto da Charles Darwin nel caso dei fringuelli delle Galàpagos. Le quattordici specie classificate dal biologo britannico sulle Isole Galàpagos, infatti, presentavano molti caratteri simili; ciò fece supporre a Darwin, quindi, che i fringuelli avessero un antenato comune, proveniente dal continente.
Esempi di radiazione adattativa si hanno anche fra le piante: un caso tipico è quello delle asteraceae hawaiiane appartenenti alla cosiddetta Silversword Alliance, comprendente i generi Argyroxiphium, Dubautia e Wilkesia, di cui è dimostrata la discendenza da un unico progenitore comune.